# Sal·lústia Bàrbia Orbiana

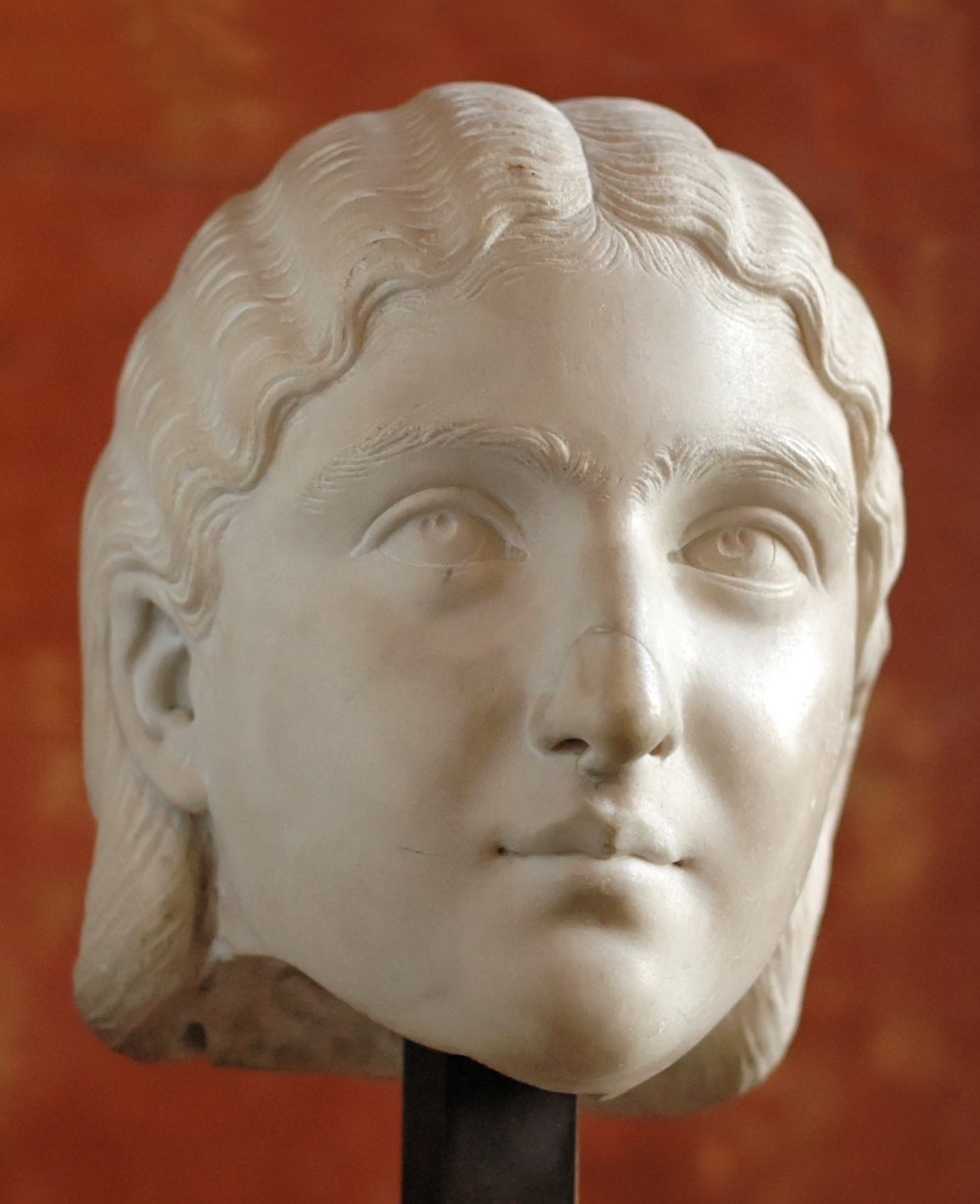
Bust atribuït a Sal·lústia Bàrbia Orbiana

Sal·lústia Bàrbia Orbiana, en llatí i de nom complet Gnea Seia Erennia Sallustia Barbia Orbiana fou una emperadriu romana.
Era una de les tres esposes d'Alexandre Sever. Les desavinences amb la seva sogra Júlia Mamea provocaren l'assassinat del seu pare Seius Sallustius i el seu exili a Líbia, segons Herodià.
El seu nom només és conegut per les monedes i inscripcions, on se li dona el títol d'Augusta.